# Frühförderstelle
Frühförderstellen sind Einrichtungen, die behinderten oder von Behinderung bedrohten Kindern in den ersten Lebensjahren (überwiegend von 0 bis 3 Jahren, in Hessen bis zum Schuleintritt), heilpädagogische und in interdisziplinären Frühförderstellen auch medizinisch-therapeutische Hilfen bieten.
Es handelt sich um Einrichtungen, die ambulant oder mobil arbeiten; das heißt, dass das dort beschäftigte Personal (zum Beispiel Heilpädagogen und Krankengymnasten) die Kinder in der elterlichen Wohnung oder im Kindergarten aufsuchen und dort die notwendigen Therapien durchführen. Dabei sollen die Eltern beziehungsweise die sonstigen Bezugspersonen des Kindes für dessen Bedürfnisse und Fähigkeiten sensibilisiert werden und befähigt werden, selbständig Übungen weiterzuführen.
Hauptkostenträger der Frühförderung sind die Sozialhilfeträger und die gesetzliche Krankenversicherung. Eltern haben gegenüber der Sozialhilfe einen Rechtsanspruch auf Übernahme der Kosten unabhängig von ihrem Einkommen. Die Frühförderstellen sind meist in Trägerschaft der freien Wohlfahrtspflege (zum Beispiel Diakonisches Werk, Caritas, DPWV) beziehungsweise als rechtlich selbständige Einrichtungen Mitglied in der freien Wohlfahrtspflege. Ein großer Träger ist die Lebenshilfe. Es gibt auch Frühförderstellen in kommunaler Trägerschaft.
Für Kinder mit einer Sinnesbeeinträchtigung (Blindheit, Sehbehinderung, Gehörlosigkeit und Schwerhörigkeit) gibt es spezielle Frühförderung bis zum Schuleintritt. Durchgeführt wird diese durch Sonderschullehrern der entsprechenden Fachrichtung. Angesiedelt sind diese Frühförderstellen an den jeweiligen Förderschulen.

## Liste der Landesbildungszentren in Niedersachsen
- Landesbildungszentrum für Blinde Hannover (LBZB) in Hannover
- Landesbildungszentrum für Hörgeschädigte in Hildesheim, Osnabrück, Oldenburg und Braunschweig